# 德国装甲师
装甲师（Panzerdivision）是第二次世界大战期间纳粹德国陆军的装甲部隊編制之一。 装甲师是德国在二战初期闪电战行动中取得成功的关键因素。 后来武装党卫队也组建了自己的装甲师，德国空军也组建了一支精锐装甲师赫尔曼·戈林师。
装甲师是一个联合兵种编队，拥有坦克（德语：Panzerkampfwagen，直译译为装甲（Panzer）战（kampf）车（wagen），通常缩写为“Panzer”）、机械化和摩托化步兵，以及炮兵、防空部队和其他综合支援部队。 战争开始时，由于其联合兵种理論，装甲师比同等的盟军装甲师更有效，尽管他们拥有较少且技术普遍较差的坦克。到了战争中期，虽然德国坦克在科技上常常优于盟军坦克，但盟军的装甲战和联合兵种作戰能力普遍赶上了德军，而德軍戰略物質的短缺降低了装甲师的战备能力。
二战时期德国相当于机械化步兵师的是装甲擲彈兵師（Panzergrenadierdivision）。 这種師类似于装甲师，但步兵和突击炮的比例较高，坦克较少。